# Gourishankar (Sarlahi)
Gourishankar (nep. गौरीशंकर) – gaun wikas samiti w środkowej części Nepalu w strefie Dźanakpur w dystrykcie Sarlahi. Według nepalskiego spisu powszechnego z 2001 roku liczył on 2122 gospodarstw domowych i 11472 mieszkańców (5555 kobiet i 5917 mężczyzn).